# Zelig
Zelig – komedia filmowa w konwencji mockumentary z 1983 roku w reżyserii Woody'ego Allena. W rolach głównych wystąpili sam reżyser oraz jego ówczesna partnerka życiowa Mia Farrow.

## Opis fabuły
Obraz stylizowany jest na film dokumentalny, opowiadający o losach niezwykłego człowieka żyjącego w latach 20. XX wieku w Nowym Jorku. Leonard Zelig cierpiał na niezbadaną wcześniej chorobę psychiczną. Przebywając w otoczeniu określonej grupy osób (np. lekarzy, Greków, czarnych), niemal automatycznie przyjmował charakterystyczny dla tej grupy sposób zachowania, a dodatkowo upodabniał się do swoich towarzyszy fizycznie. Trafia do kliniki psychiatrycznej na Manhattanie, gdzie zajmuje się nim młoda i ambitna lekarka, dr Fletcher.
Chcąc upodobnić film do dokumentu, ograniczono dialogi postaci (historię opowiada narrator) i w większości scen zastosowano czarno-białą taśmę. Kolorowe są jedynie ujęcia bohaterów i ich bliskich, dziś już ludzi w podeszłym wieku, którzy dzielą się swoimi wspomnieniami z tamtych czasów. Aby jeszcze bardziej uprawdopodobnić opowiadaną historię, w roli ekspertów wystąpiło kilka autentycznych postaci ze środowiska amerykańskich intelektualistów, m.in. pisarka Susan Sontag czy laureat Literackiej Nagrody Nobla Saul Bellow.

## Obsada
- Woody Allen – Leonard Zelig
- Mia Farrow – dr Eudora Fletcher
- Stephanie Farrow – Siostra Meryl
- John Buckwalter – dr Sindell
- Paul Nevens – dr Birski
- Sol Lomita – Martin Geist
- Jean Trowbridge – matka dr. Fletchera
- Erma Campbell – żona Zeliga
- Robert Berger – prawnik Zeliga
- John Rothman – Paul Deghuee
- Patrick Horgan – narrator (głos spoza kadru)
- Sherman Loud – Starszy Paul Deghuee
- George Hamlin – lekarz od eksperymentów z lekami
- Charles Denny – aktor-lekarz
- Kim Johnston Ulrich – piękna rywalka

## Nagrody i nominacje
Oscary za rok 1983
- Najlepsze zdjęcia – Gordon Willis (nominacja)
- Najlepsze kostiumy – Santo Loquasto (nominacja)

Złote Globy 1983
- Najlepsza komedia/musical (nominacja)
- Najlepszy aktor w komedii/musical – Woody Allen (nominacja)

Nagrody BAFTA 1983
- Najlepszy scenariusz oryginalny – Woody Allen (nominacja)
- Najlepsze zdjęcia – Gordon Willis (nominacja)
- Najlepsza charakteryzacja – Fern Buchner, John Caglione Jr. (nominacja)
- Najlepsze efekty specjalne – Gordon Willis, Joel Hynek, Stuart Robertson, Richard Greenberg (nominacja)
- Najlepszy montaż – Susan E. Morse (nominacja)

Nagrody Saturn 1983
- Najlepsza reżyseria – Woody Allen (nominacja)